# Байкери (фільм)
«Байкери» (англ. Biker Boyz) — фільм режисера Реджі Рока Байтвуда, знятий в жанрі мелодрами та гоночного бойовика, який розповідає про непрості взаємини у світі підпільних мотогонок.

## Сюжет
У світі підпільних мотогонок беззастережно править «Король Калі» Смоук. Багато гонщиків ризикували кинути йому виклик, але ніхто не зміг здолати. Але царство Смоук не влаштовує молодого гонщика Кіда, який мріє перемогти Смоук і відібрати у нього і шолом і титул. Протистояння посилюється тим, що батько Кіда Слік Уїлл довгі роки був беззмінним механіком Смоук і загинув під час перегонів, коли мотоцикл противника Смоук вилетів з траси.
Незабаром після загибелі батька Кід знову з'являється на мотовечірці і відразу втручається в гонку між Stuntman і Донні, він обганяє їх обох, при цьому ухитряючись проїхати частину шляху стоячи на мотоциклі. Кід виграє гонку і намагається кинути виклик Смоуку, проте останній відмовляється, стверджуючи що Кід ще не настільки досвідчений, щоб кидати виклик королю.
Кід вирішує заснувати свій мотоклуб, який називається Biker Boyz. Поступово в його клубі з'являються інші гонщики, яким подобається як Кід ганяє. Кід викликає одного за одним гонщиків з інших клубів, в ході однієї з гонок його заарештовує поліція. Тільки тепер його мати, Аніта, дізнається, що її син ганяє на мотоциклі. Втративши чоловіка і побоюючись за сина, вона змушує останнього дати їй обіцянку, що той більше ніколи не буде змагатися. Однак на найближчій вечірці Кіду кидає виклик Dogg, один з найкращих гонщиків міста. Вважаючи, що перемігши Dogga він заслужить право битися з Смоук Кід приймає виклик. Аніта в страху перед майбутньою гонкою йде до Смоука і розповідає те, що насправді Кід його син і вмовляє того перешкодити старту. Смоук успішно скасовує заїзд, але для цього йому доводиться побитися з сином.
На ранок Аніта розповідає Кіду про те, хто його батько, після чого він йде з дому. Гонщики з клубу Кіда беруть участь у всіх гонках міста, часто порушуючи усталені роками правила. В одній з халеп Кіду погрожують зброєю, але втручається Смоук зі своїми підручними. На всі спроби Смоука поговорити по душах з сином, Кід відповідає агресією, тоді Смоук оголошує, що готовий прийняти виклик Кіда, за умови: якщо переможе Смоук, то Кід назавжди залишає мотогонки.
Тим часом відбувається заїзд між Кідом і Doggом. У ході заїзду останній просто виштовхує з траси Кіда, той падає і розбиває мотоцикл. Смоук перший підбігає до місця аварії. І хоча з Кідом нічого не сталося, але лід у відносинах батька і сина виявився зламаним.
Мотоцикл Кіда неможливо полагодити в строк до гонки проти Смоука. Однак увечері з'являється Dogg і говорить, що трапилося — це тільки його вина, він хотів переконатися наскільки добре Кід ганяє і готовий позичити йому власний мотоцикл, єдиний у місті, здатний конкурувати з технікою Смоука. За тієї умови, що Кід неодмінно зробить те, що самому Dogg'у ніколи не вдавалося, обігнати Смоука.
На наступний день, в ході гонки, Смоук, згадуючи своє життя, і побоюючись за майбутнє сина, перед самим фінішем пригальмовує і пропускає Кіда вперед. Той перемагає, але на знак поваги не приймає шолом від переможеного.

## У ролях
- Лоуренс Фішберн — Смоук
- Дерек Люк — Кід
- Орландо Джонс — Soul Train
- Джимон Гонсу — Motherland
- Ліза Бонет — Queenie
- Брендан Фер — Stuntman
- Лоренц Тейт — Wood
- Кід Рок — Dogg
- Рік Гонзалез — Primo
- Меган Гуд — Тіна

## Техніка
У фільмі використовувалися такі транспортні засоби:
- Рожевий і жовтий Suzuki Hayabusa GSX1300R — Смоук
- Жовтий Suzuki GSXR750 — Кід
- Чорний Kawasaki ZX12R — Dogg
- Ducati 996S — Primo
- Помаранчевий Yamaha R1 — Chu Chu
- Сріблястий Yamaha R1 — Stuntman
- 1992 Kawasaki KZ1000 — Soul Train
- Honda CBR1100XX — Motherland
- T-Rex — T.J.

## Цікаві факти
- Лоуренс Фішберн, Орландо Джонс і Кід Рок в реальному житті також були байкерами.[1]
- Справжній Король Калі з'являється фільмі в камео у сцені з мийкою в бікіні.[1]